# Industria automobilistica in Russia

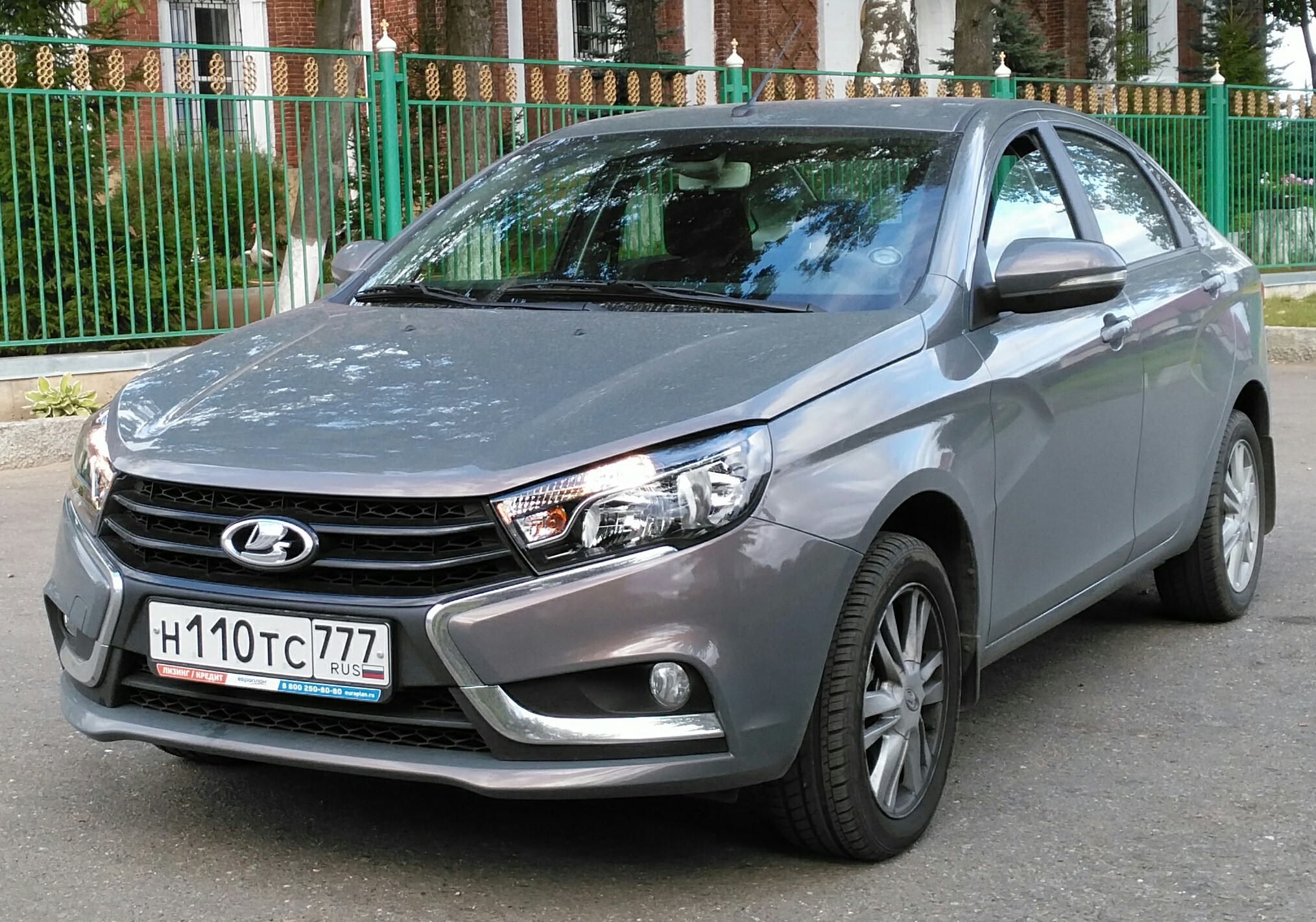
Una Lada Vesta (2015)

L'industria automobilistica  è uno dei principali settori industriali russi e impiega direttamente quasi 600 000 persone, ovvero l'1% della forza lavoro totale del paese. La Russia ha prodotto 1 566 317 veicoli nel 2021, classificandosi quell'anno all'11º posto tra i paesi produttori di automobili e rappresentando l'1,9% della produzione globale mondiale. I principali marchi locali sono AvtoVAZ e GAZ per i veicoli leggeri, mentre Kamaz è il principale produttore di veicoli pesanti.
Undici case automobilistiche straniere avevano linee di produzione in Russia prima dell’invasione russa dell’Ucraina nel 2022, che ha visto una parte significativa di case automobilistiche straniere cessare le vendite nel paese e ritirare la produzione dalla Russia.

## Storia

### Epoca zarista

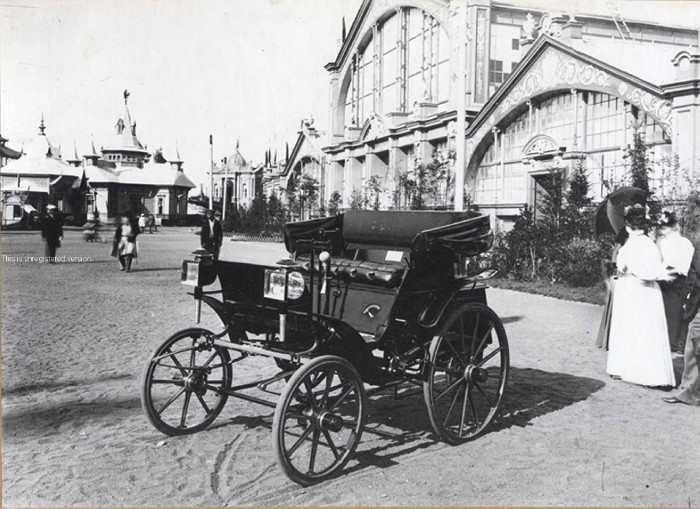
Yakovlev & Freze (1896)

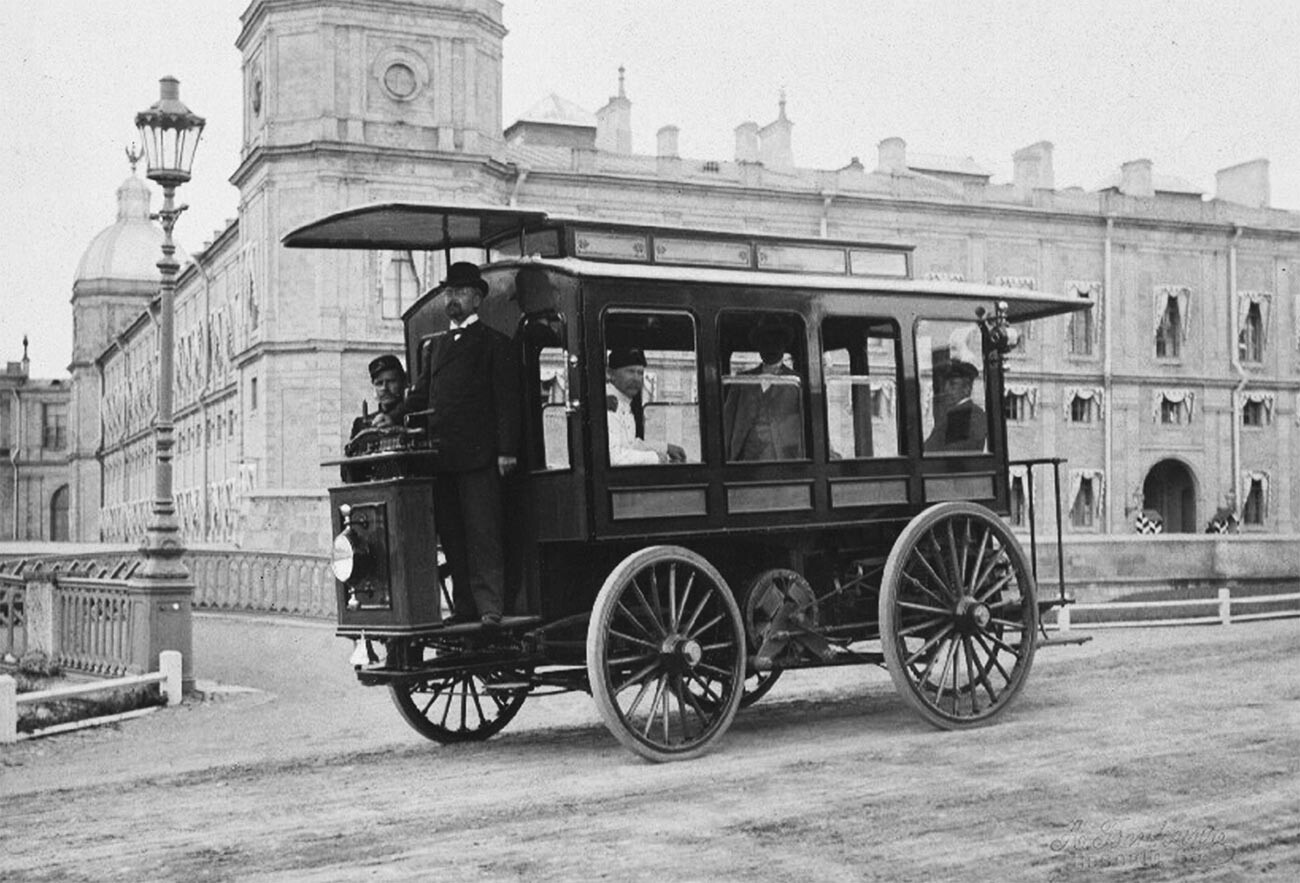
L'autobus elettrico di Hippolyte Romanov a Gatchina

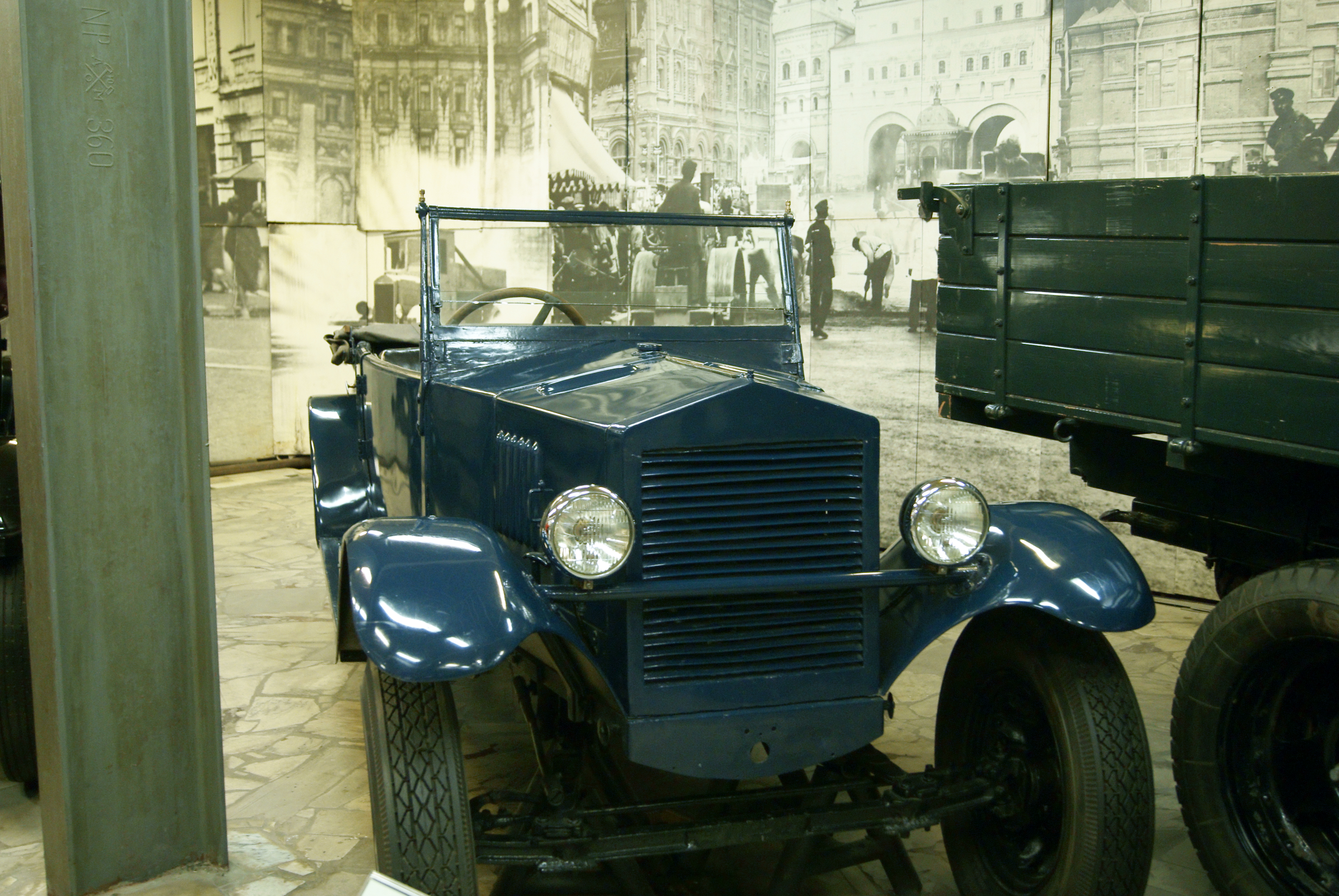
Una NAMI 1 (1927)

Tra la fine del XIX e l'inizio del XX secolo ci fu la costruzione della prima auto elettrica russa, creata dall'ingegnere Hippolyte V. Romanov nel 1899. Romanov costruì anche un omnibus elettrico a batteria. Negli anni precedenti la Rivoluzione d'Ottobre del 1917, la Russia produsse un numero crescente di veicoli Russo-Balt, Puzyryov, Lessner e altri e tenne il suo primo salone automobilistico nel 1907.
Un numero crescente di appassionati di auto parteciparono con successo alle corse automobilistiche internazionali. Un'auto Russo-Balt si classificò al 9º posto nel Rally di Monte Carlo del 1912, nonostante le estreme condizioni invernali che minacciarono la vita del pilota e del meccanico di bordo durante il loro viaggio da San Pietroburgo.
La stessa vettura si classificò al 2° posto nel Rally di San Sebastián e percorse più di 15000 km nell'Europa occidentale e nell'Africa settentrionale nel 1913. Il conducente dell'auto, Andrei P. Nagel, fu personalmente premiato dall'imperatore Nicola II per aver accresciuto il prestigio del marchio automobilistico nazionale.
Entro il 1915, circa 1 000 veicoli a motore erano stati costruiti in Russia. I veicoli importati superarono di gran lunga la produzione nazionale, con quest'ultima che rappresentava meno del 10% della quota totale entro il 1914.
Nel febbraio 1916 il governo zarista stanziò fondi per la costruzione di sei stabilimenti automobilistici: AMO a Mosca, Russo-Balt nel villaggio di Fili, lo stabilimento statale di veicoli militari semoventi (KZVS) a Mytishchi, la Renault russa a Rybinsk, Aksai a Nakhichevan-sul-Don e Lebedev a Yaroslavl. Nessuno degli stabilimenti fu completato prima della Rivoluzione d'Ottobre.

### Epoca sovietica
Dopo la Rivoluzione d'Ottobre del 1917, la Russo-Balt fu nazionalizzata il 15 agosto 1918 e rinominata Prombron dalla nuova dirigenza. Continuò la produzione di auto Russo-Balt e lanciò un nuovo modello l'8 ottobre 1922, mentre la AMO/ZIL costruì i camion FIAT 15 Ter su licenza e iniziò la produzione di un camion più moderno derivato dalla FIAT sviluppato da un team di progettisti AMO, l'AMO-F-15. Circa 6 000-6 500 F-15 furono costruiti negli anni 1924-1931.
Nel 1927, gli ingegneri dello Scientific Automobile & Motor Institute (NAMI) crearono la prima auto sovietica originale, la NAMI-I, che fu prodotta in piccole quantità dalla Spartak State Automobile Factory di Mosca, tra il 1927 e il 1931. Nel 1929, a causa di una domanda di automobili in rapida crescita e in collaborazione con il suo partner commerciale, la Ford Motor Company, il Soviet Supremo dell'Economia Nazionale fondò la GAZ. Un anno dopo, fu fondato un secondo stabilimento automobilistico a Mosca, che sarebbe diventato un importante produttore di automobili sovietico dopo la seconda guerra mondiale e avrebbe guadagnato fama nazionale con il nome di Moskvitch.
L'inizio degli anni '60 vide l'uscita della Moskvitch 408, destinata a essere un'auto economica che avrebbe diffuso l'uso delle auto tra la popolazione. Altri produttori come MZMA, GAZ e ZAZ offrivano una varietà di auto destinate al mercato di massa. Il governo sovietico scelse di costruire uno stabilimento di produzione di automobili ancora più grande che avrebbe prodotto un'auto popolare e avrebbe aiutato a soddisfare la domanda di trasporto personale. Per ragioni di efficienza dei costi, fu deciso di produrre l'auto sulla base di un modello straniero moderno ed esistente. Dopo aver preso in considerazione diverse opzioni, la Fiat 124 fu scelta per il suo design semplice e robusto, facile da produrre e riparare.
L'impianto fu costruito in soli 4 anni (1966-1970) nella piccola città di Stavropol Volzhsky, che in seguito crebbe fino a raggiungere una popolazione di oltre mezzo milione e fu ribattezzata Togliatti per commemorare Palmiro Togliatti. Nello stesso periodo, l'impianto automobilistico Izhmash fu fondato nella città di Izhevsk come parte dell'impianto meccanico di Izhevsk, con l'iniziativa proveniente dal Ministro della Difesa e al fine di aumentare la produzione complessiva di automobili nell'Unione Sovietica. Produsse la Moskvitch e l'hatchback kombi basate sulla Moskvitch. KamAZ, il più grande impianto di autocarri pesanti d'Europa, fu costruito a Naberezhnye Chelny, mentre gli impianti GAZ, ZIL, UralAZ, KrAZ, MAZ, BelAZ e continuarono a produrre altri tipi di autocarri.
All'inizio degli anni '80, l'industria automobilistica sovietica era composta da diversi stabilimenti principali, che producevano veicoli per vari segmenti di mercato. Verso la fine del 1987, l'industria produceva 2 milioni di auto, soddisfacendo il 45% della domanda interna.

### Epoca post sovietica
Nei primi anni '90 il mercato automobilistico russo si espanse in modo esponenziale, in gran parte a causa di un drastico taglio dei dazi all'importazione, tanto che nel 1993 le auto importate di fabbricazione estera rappresentavano il 49% di tutte le vendite. Nello stesso tempo, le case automobilistiche russe furono costrette ad integrarsi in un'economia di mercato e immediatamente colpite da una crisi dovuta alla perdita del sostegno finanziario, alle turbolenze economiche, alle attività criminali e alla concorrenza più agguerrita nel mercato interno durante gli anni '90.
I principali produttori nazionali nei primi anni '90 erano AvtoVAZ, AZLK, IzhAvto, GAZ e UAZ. Alcuni di loro, come AvtoVAZ, si rivolsero alla cooperazione con altre aziende (come GM-AvtoVAZ) per ottenere ingenti investimenti di capitale e superare la crisi.
Nel 1993, la produzione totale nazionale era scesa del 14% rispetto ai livelli del 1990. Il calo delle vendite della Lada durante gli anni '90 e l'inasprimento dei requisiti sulle emissioni dell'Unione Europea hanno videro le esportazioni verso l'Europa occidentale interrotte entro la fine del decennio. Lada aveva avuto vendite particolarmente forti in Gran Bretagna, raggiungendo il picco di oltre 30 000 vendite all'anno alla fine degli anni '80, ma non era riuscita a rimanere competitiva con altri marchi economici negli anni successivi.
Nel 1996 furono vendute 850 000 auto sul mercato interno. Mentre la domanda continuava a crescere, i marchi locali continuavano a essere influenzati dalla reputazione di scarsa qualità di fabbricazione. Nel 1996 si stimava che un'auto AvtoVAZ appena acquistata necessitasse di riparazioni del valore di 1-2 000 $ per portarla a un livello di sicurezza confortevole.
La crisi finanziaria russa del 1998 colpì l'industria, poiché i produttori di automobili smisero di utilizzare componenti importati a causa dei prezzi di importazione più elevati. Tuttavia, l'industria si riprese rapidamente negli anni successivi.
Nel 1997, la produzione di automobili aumentò del 13,2% rispetto al 1996 e raggiunse le 981 000 unità. AvtoVAZ e UAZ aumentarono la loro produzione rispettivamente dell'8,8%  e del 52%, mentre KamAZ la raddoppiò. La produzione complessiva di camion in Russia aumentò del 7% , raggiungendo le 148 000 unità nel 1997 e le 184 000 unità nel 2000. La produzione complessiva di automobili aumentò da circa 800 000 unità nel 1993 a oltre 1,16 milioni nel 2000, o 965 000 (969 235 secondo OICA) escludendo i veicoli commerciali.
Per tutti gli anni '90, la mancanza di finanziamenti da parte dei concessionari ha comportato che le auto dovessero essere acquistate in contanti.

### Anni 2000
Dai primi anni 2000, l'economia russa ha inniziato a riprendersi. 
Le aziende metallurgiche russe, avendo ottenuto profitti significativi sui mercati esteri, cercarono di investire nel settore automobilistico russo. La Siberian Aluminum inizialmente acquistò la Pavlovo Bus Factory e entrò in possesso di quote di proprietà crescenti nella GAZ. Allo stesso tempo, la Severstal ottenne il controllo della UAZ.
Nel 2001 la Ford divenne il primo produttore occidentale a stabilire un proprio impianto di assemblaggio in Russia, investendo 150 milioni di dollari nella fabbrica di Vsevolozhsk, dove inizialmente si produsse la Ford Focus, che divenne in poco tempo l'auto di marca straniera più venduta in Russia.
Nel 2003 i produttori russi rappresentavano ancora oltre il 90% della produzione di auto in Russia, sia con i propri marchi che in partnership con società straniere. I sei principali gruppi automobilistici erano AvtoVAZ, SOK Group, Kamaz, RusPromAvto, SeverstalAvto e AZLK. Solo 11 000 auto furono assemblate localmente da produttori stranieri nel 2002.
Le tendenze macroeconomiche generali e i crescenti redditi della popolazione portarono a una crescita della domanda e nel 2005 il mercato automobilistico russo era in piena espansione. Nel 2005 furono vendute 1 446 525 auto nuove, tra cui 832 200 modelli russi e 614 325 stranieri.
Durante il primo trimestre del 2005, per la prima volta nella storia russa, le auto di marca straniera vendettero più di quelle locali (incluse le importazioni usate). Le aziende straniere iniziarono a investire massicciamente nella produzione in Russia: il numero di auto straniere prodotte nella Federazione Russa aumento da 157 179 nel 2005 a 456 500 nel 2007.
Per tenere il passo con la concorrenza, i marchi locali lanciarono modelli dall'aspetto più moderno, come Lada Kalina.
Il valore del mercato russo crebbe nello stesso periodo a un ritmo sostenuto: 14% nel 2005, 36% nel 2006 e 67% nel 2007, diventando il mercato automobilistico in più rapida crescita al mondo entro il 2008. Le aziende straniere videro nella Russia dei primi anni 2000, come un luogo per produrre localmente e per esportare i propri autoveicoli. I costi di manodopera, dei materiali e dell'energia in Russia erano all'epoca solo 1/6 rispetto a quelli dell'Europa occidentale.
L'industria automobilistica russa tuttavia fu duramente colpita dalla recessione della fine del primo decennio degli anni 2000. La produzione di autovetture scese da 1 470 000 unità nel 2008 a sole 597 000 unità nel 2009. La produzione di camion scese da 256 000 a 91 000 nello stesso periodo.
Alla fine del 2008, il governo russo introdusse delle misure protezionistiche, per un valore di 5 miliardi di $, per migliorare la situazione nel settore. Ciò includeva 2 miliardi di dollari di salvataggi per le aziende in difficoltà e 3 miliardi di dollari di crediti per gli acquirenti di auto russe. Il primo ministro Vladimir Putin dichiarò che la mossa era vitale per salvare i posti di lavoro.
I dazi per le auto e i camion stranieri importati aunentarono da un minimo del 50% a un massimo del 100%. L'aumento dei dazi ha diede luogo a proteste nelle città russe, in particolare a Vladivostok, dove l'importazione di auto giapponesi era un settore importante dell'economia della città. Per compensare le perdite delle attività di Vladivostok, il primo ministro Putin ordinò alla società di produzione di automobili Sollers di spostare una delle sue fabbriche da Mosca a Vladivostok. Il trasferimento fu completato nel 2009 e la fabbrica arrivò a impiegare circa 700 persone del posto. La previsione era di produrre 13 200 auto a Vladivostok nel 2010.
La misura anticrisi più efficace attuata dal governo russo fu poi l'introduzione di un programma di rottamazione delle vecchie auto nel marzo 2010. In base al programma, gli acquirenti di auto nuove potevano ricevere un sussidio fino a 600 000 rubli (20 000 dollari USA). Le vendite della più grande casa automobilistica russa Avtovaz raddoppiarono nel secondo trimestre del 2010 come risultato, e la società ritornò a generare profitti.
Alla fine del 2010, la produzione automobilistica tornò a ai livelli pre-crisi. Nove dei dieci modelli più venduti in Russia nel 2010 erano prodotti a livello nazionale, con i modelli Lada di Avtovaz in cima alla lista. Nei primi 7 mesi del 2010, le vendite di auto Lada aumentarono del 60%, la coreana KIA registrò un balzo del 101% e le vendite della Chevrolet aumentarono del 101%.

### Anni 2010 e successivi
Nel 2010 la Russia era il 15° produttore mondiale di automobili e rappresentava circa il 2% della produzione mondiale di automobili.
La mancanza di rinnovamento dei modelli di concezione locale ha però portato, a partire dall'inizio del decennio, la quota di mercato dei veicoli di marca russa a scendere al 34% nel 2010 e al 21% nel 2012. Allo stesso tempo, la quota di mercato delle auto di marca straniera prodotte in Russia ha continuato a crescere, raggiungendo il 45% nel 2012. Anche i veicoli importati rappresentano una quota considerevole del mercato automobilistico russo: nel 2014 costituivano il 27% delle auto e il 46% dei camion.
La nuova crisi economica del 2014 ha determinato a un nuovo calo delle vendite e dei livelli di produzione di automobili e ha ridotto le previsioni di crescita per gli anni successivi.
Il numero di auto circolanti sulle strade russe ha raggiunto quota 40 629 200 nel 2016 con una quota di auto per abitanti ancora lontana dai quella dei Paesi occidentali. Le auto Lada rappresentavano il 34,6% del totale, in calo rispetto al 41,6% di cinque anni prima. Quasi la metà di queste auto aveva più di dieci anni e il modello di auto più popolare era ancora la classica Lada Riva.
Nel decennio si è assistito all'ingresso massiccio sul mercato russo delle auto cinesi che in poco tempo hanno notevolmente rafforzato le loro posizioni. La crescita maggiore l'ha avuta la Chery, mentre altri marchi cinesi, come Haval e Geely, hanno guadagnato popolarità in Russia.
In seguito all'invasione russa dell'Ucraina, le vendite e la produzione di automobili sono diminuite in modo significativo a causa dell'imposizione di sanzioni economiche alla Russia, con solo circa 4000 auto prodotte nel maggio 2022. In seguito a ciò, il governo russo ha temporaneamente ridotto i requisiti di sicurezza per le auto relativamente a airbag, pretensionatori delle cinture di sicurezza, sistemi di frenata antibloccaggio per i quali le case russe si approvvigionavano all'estero oltre ad abbassare gli standard sulle emissioni di gas di scarico.